# Paul Fordyce Maitland

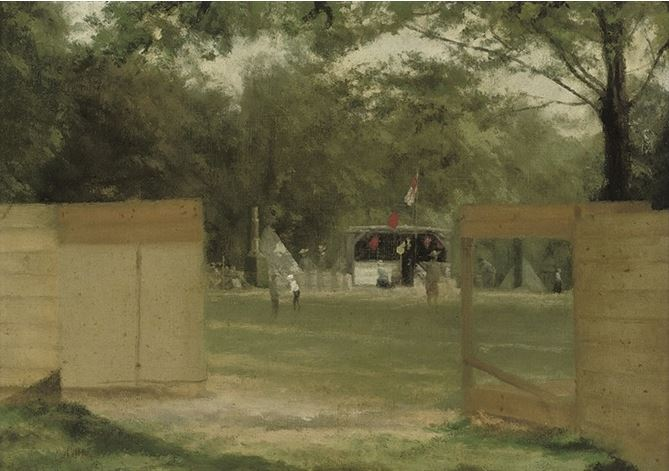
Hyde Park

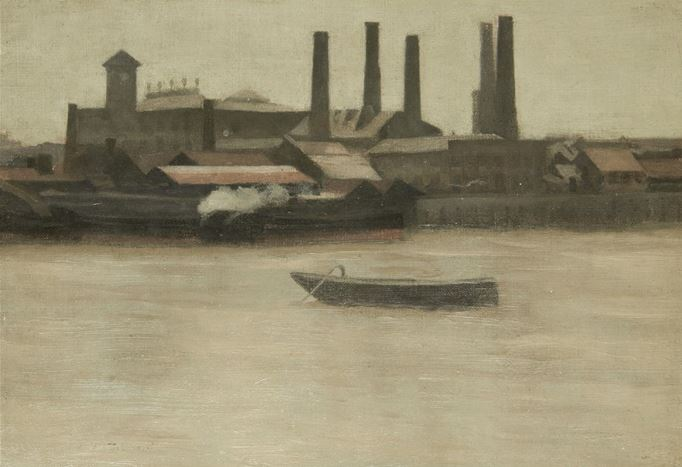
Battersea, Fabrieken en barken

Paul Fordyce Maitland (Londen, 1863 - aldaar, 13 mei 1909) was een Engelse kunstschilder. Hij was een van de eerste Engelse impressionisten. De meeste van zijn werken zijn landschappen en stadsscènes in en rond Chelsea. 

## Leven en werk
Hij werd geboren met een misvorming aan de ruggengraat en was daardoor verlegen en teruggetrokken. Niettemin studeerde hij aan het Royal College of Art en werd hij leerling van de Franse schilder Theodore Roussel die zich in Londen gevestigd had. Via Roussel maakte hij kennis met de kring van kunstenaars rond James McNeill Whistler. Die groep, was bekend als de Londense impressionisten en onder meer Walter Sickert en Philip Steer maakten er deel van uit. Hij werd ook door Whistler geïntroduceerd bij de Royal Society of British Artists. Whistler werd voorzitter van de British Artists in juni 1886, maar raakte in onmin met de overige leden en werd in 1888 uit zijn functie weggestemd. Maitland en anderen, trokken zich terug van de tentoonstelling in 1888 en hij zou nooit meer met de groep tetoonstellen..
In 1888 was hij lid geworden van de New English Art Club, en sloot aan bij Sickert en Steer op hun tentoonstellingen. Zijn schilderijen werden ook getoond in de Suffolk Street Gallery, de Grafton Galleries, de Walker Art Gallery in Liverpool en het Royal Glasgow Institute of the Fine Arts. In 1889 was hij een van de kunstenaars die werd opgenomen in de tentoonstelling in de Goupil Galleries in Parijs die het impressionisme in Engelse stijl introduceerde in Frankrijk.
Ondanks de grote belangstelling voor zijn werk, maakte het probleem met zijn rug het moeilijk voor hem om zijn doeken en schildersezels te verplaatsen, en beperkte hij zich tot het schilderen in de directe omgeving van zijn huis in Chelsea, inclusief Kensington Gardens, de Chelsea Embankment en het uitzicht over de rivier naar Battersea. Hij bleef daar verder schilderen ook nadat het gebied geïndustrialiseerd raakte en de streek door andere kunstenaars stilaan werd opgegeven. De invloed van Whistler is vooral duidelijk in die werken.
Hij gaf les in Zuid-Kensington. In 1893 werd hij een kunstexaminator voor de London Board of Education, een functie die hij tot 1908 bekleedde. 
Zijn werken zijn te vinden in de Tate Gallery in Londen, het Ashmolean Museum in Oxford en de Southampton City Art Gallery.